# Nelson Rivas
Nelson Enrique Lopez Rivas (Pradera, 25 maart 1983) is een Colombiaanse voetballer die bij voorkeur als verdediger speelt. Hij staat onder contract bij Montreal Impact, dat in de Major League Soccer uitkomt.
Rivas is tweevoudig winnaar van de Copa Mustang in Colombia. De eerste keer was met Deportes Tolima in 2003, de tweede keer met Deportivo Cali in 2005.

## Clubs
- Colombia 2002 Deportivo Pasto 12 (0)
- Colombia 2003 Deportivo Cali 3 (0)
- Colombia 2003 Deportes Tolima 18 (0)
- Colombia 2004-2006 Deportivo Cali 93 (2)
- Argentinië 2007 River Plate 8 (0)
- Italië 2007-2011 Internazionale 16 (0)
- Canada 2011- Montreal Impact 11 (0)